# أليكسندر ستافبيتس
أليكسندر ستافبيتس (الروسية: Ставпец, Александр Александрович) (4 يوليو 1989 بأوريول في روسيا - ) هو لاعب كرة قدم روسي في مركز الهجوم. لعب مع نادي روتور فولغوغراد ونادي روستوف ونادي كريليا سوفيتوف سامارا وأف سي موسكو ونادي أورال يكاترينبورغ.

## وصلات خارجية
- أليكسندر ستافبيتس على موقع قاعدة بيانات كرة القدم.إي يو (الإنجليزية)
- أليكسندر ستافبيتس على موقع Soccerway.com (الإنجليزية)
- أليكسندر ستافبيتس على موقع عالم كرة القدم.نت (الإنجليزية)